# Notonectidae
Notonectes
Famille
Les Notonectidae sont une famille d'insectes aquatiques hétéroptères (punaises) népomorphes, appelées notonectes, ou abeilles d'eau.

## Description
Elles sont facilement reconnaissables à leur attitude au repos, face ventrale vers le haut, inclinée sous la surface de l'eau, et aussi à leur nage saccadée. Elles ont un corps allongé et convexe. Les antennes sont très courtes, à 3 ou 4 segments, logées sous les yeux. Ceux-ci sont très grands, réniformes, le vertex est étroit et sans ocelles. Le pronotum est subtrapézoïdal, à marge antérieure obtuse, et marge postérieure découpée. Le scutellum est grand et triangulaire. L'abdomen présente une carène médiane, et des franges ciliées médianes et latérales, formant deux « chambres à air » longitudinales. Les pattes antérieures et médianes sont adaptées à la préhension, les pattes postérieures sont longues, minces et natatoires, avec des franges ciliées aux tibias et aux tarses. Les tarses ont généralement deux segments (1 seul aux tarses antérieurs chez Anisops). Leur taille est moyenne, de 5 à 15 mm de long,,.

## Répartition et habitat
Cette famille est cosmopolite (à l'exception de l'Antarctique), avec la plus grande diversité dans les zones tropicales. Ces espèces comptent parmi les insectes aquatiques les plus communs des eaux douces dormantes ou à très faible courant.  

## Systématique
La famille des Notonectidae  a été décrite par l’entomologiste français Pierre André Latreille en 1802. Elle comprend un peu plus de 400 espèces réparties en 11 genres et 2 sous-familles. Elle constitue la seule famille de la super-famille des Notonectoidea. 

### Liste des sous-familles et des genres
Selon BioLib (2 avril 2022) :
- sous-famille Anisopinae Hutchinson, 1929
  - genre Anisops Spinola, 1837
  - genre Buenoa Kirkaldy, 1904
  - genre Paranisops Hale, 1924
  - genre Walambianisops Lansbury, 1984
- sous-famille Notonectinae Latreille, 1802, dont la tribu des Aphelonectini est peut-être à fondre dans les Notonectini[2]
  - tribu Aphelonectini Lansbury, 1965
    - genre Aphelonecta Lansbury, 1965

  - tribu Notonectini Latreille, 1802
    - genre Enithares Spinola, 1837
    - genre Enitharoides Brooks, 1953
    - genre Notonecta Linnaeus, 1758

  - tribu Nychiini Hungerford, 1934
    - genre Martarega White, 1879
    - genre Neonychia Hungerford, 1950
    - genre Nychia Stål, 1860

### Genres et espèces présents en Europe
En Europe, seuls trois genres sont présents, treize espèces (selon Fauna Europaea) :
- Anisops Spinola, 1837, 3 espèces, A. crinitus, A. debilis, A. sardeus;
- Notonecta Linnaeus, 1758, 9 espèces. N. canariensis, N. glauca, N. lutea, N. maculata, N. meridionalis, N. obliqua, N. pallidula, N. reuteri, N. viridis;
- Nychia Stål, 1860, 1 espèce, N. marshalli.

## Biologie

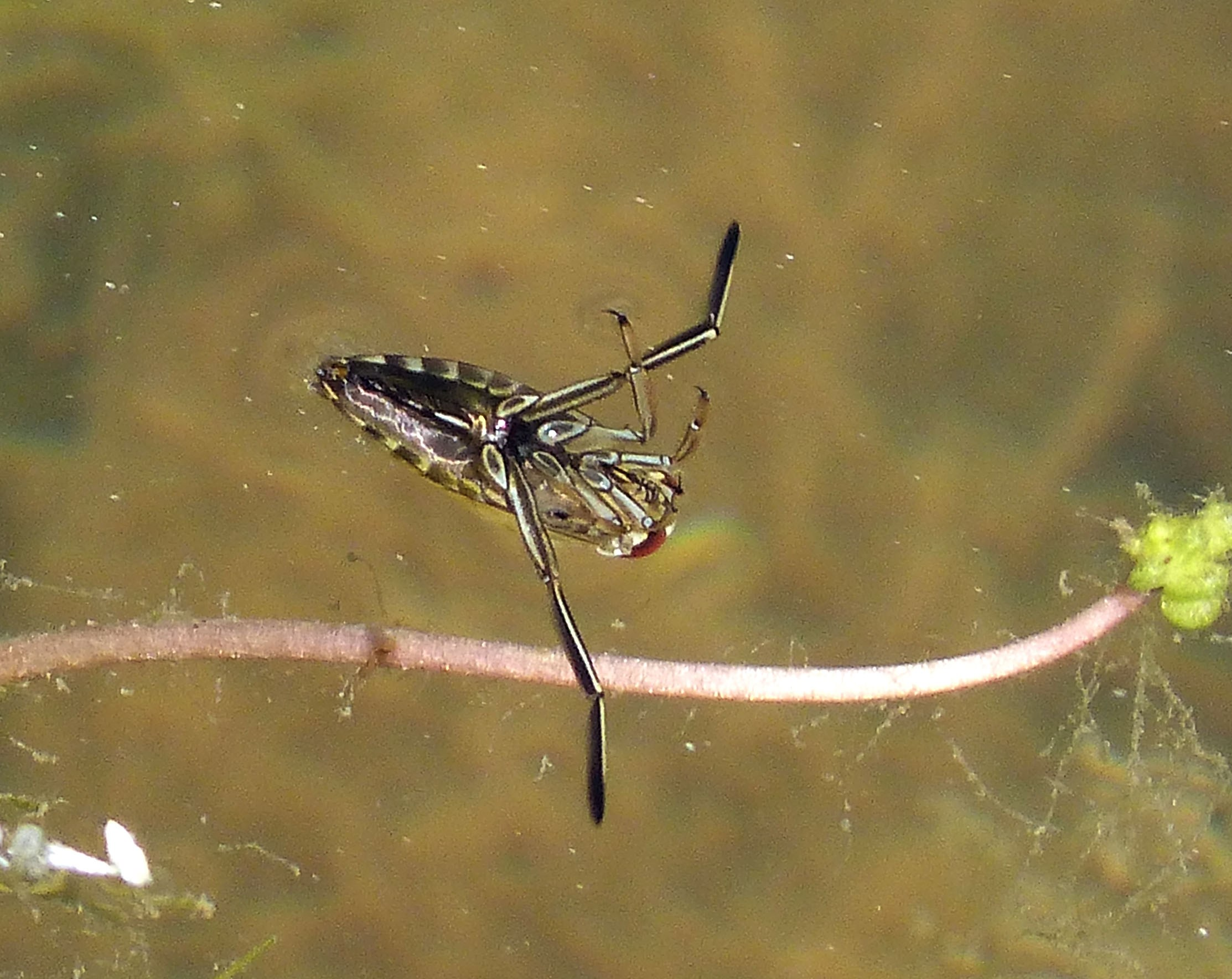
Apparence caractéristique d'une notonecte dans l'eau.

Les notonectes passent la plupart de leur temps sous l'eau, mais peuvent voler pour trouver de nouveaux habitats ou si le niveau de leur plan d'eau baisse. Leurs pattes postérieures natatoires très développées et garnies de franges ciliées ainsi que leur forme hydrodynamique (élytres en « V ») leur permettent une nage saccadée, mais rapide et précise. La notonecte est active toute l'année et peut voler facilement. 
Elles sont prédatrices, chassant des invertébrés aquatiques, tels que zooplancton, rotifères, petits crustacés, larves de moustiques, insectes aquatiques, parfois aussi de petits têtards ou de petits poissons.  Elles se nourrissent également d'insectes terrestres tombés à la surface de l'eau, tels qu'abeilles, fourmis ou diptères. Avec leur forte trompe, rostre piqueur-suceur, elles percent leur proie, lui injectent une salive digestive, et la vident de ses fluides en la suçant. Cette trompe sert aussi de moyen de défense, très occasionnellement contre l'homme. Leur piqûre est assez douloureuse, ce qui leur a valu le surnom d'abeilles d'eau,.
Elles respirent en pointant leur abdomen à la surface de l'eau, l'air étant stocké entre des cils sous l'abdomen. 

### Vision

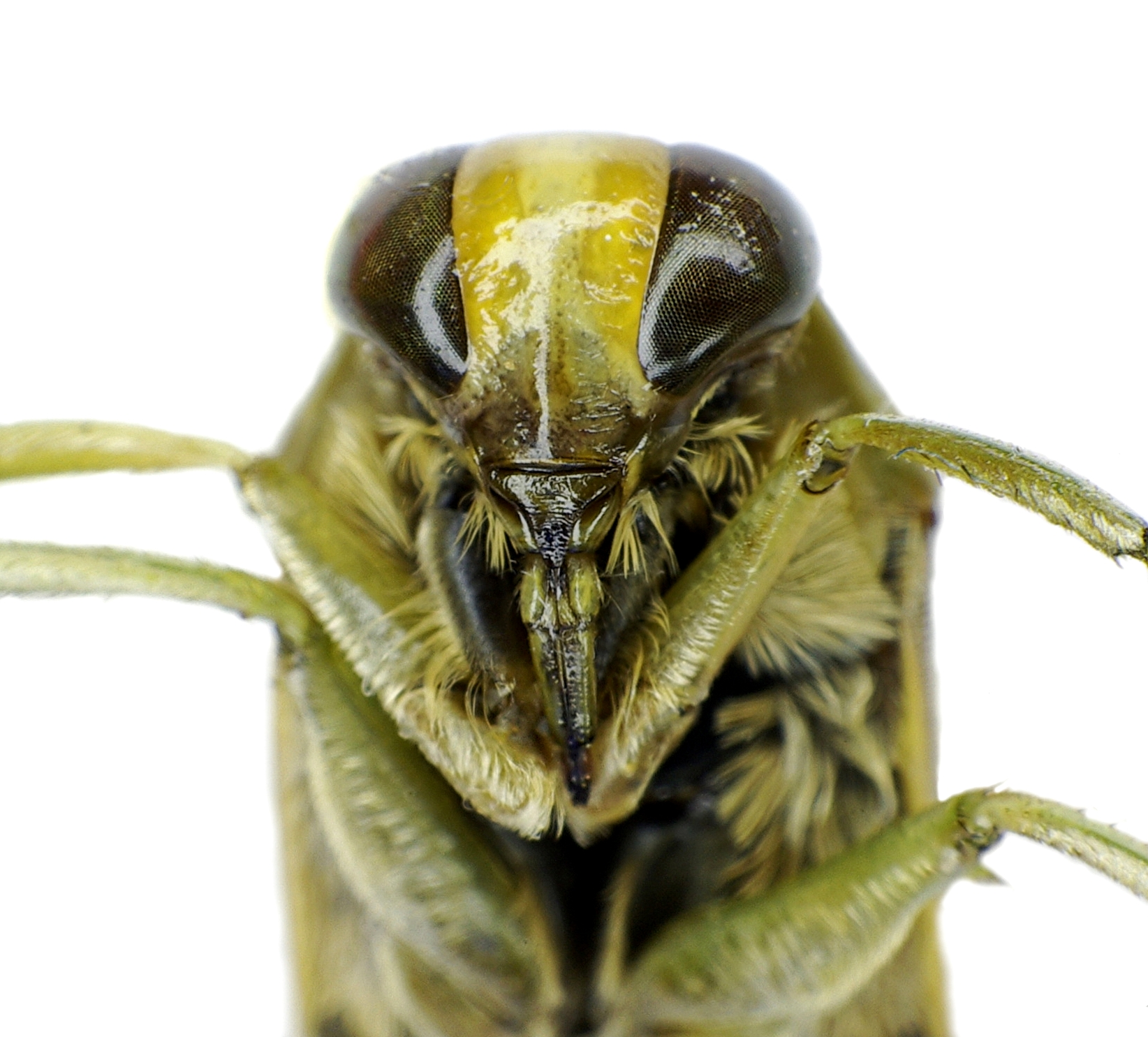
Tête de Notonecta maculata montrant ses yeux composés et sa trompe.

Comme d'autres insectes, aquatiques notamment, les Notonectidae sont dotés d'yeux composés et d'une vision sophistiqués, adaptés à leurs environnement et mode de vie, et à la géométrie optique et aux propriétés dioptriques particulières, qui ont intéressé les scientifiques,. Les propriétés de sensibilité au mouvement des connexions neuronales ont commencé à être étudiées à la fin des années 1970 (Schwind, 1978) sur la base des gradients mesurés dans le réseau optique.  
En position d'attente, une notonecte a trois champs de vision distincts, correspondant à la zone d'eau qui se trouve en dessous et devant elle, à la zone de miroir de la surface de l'eau et à la zone où cette surface est transparente. On a montré vers la fin des années 1970 que les facettes de la cornée de cet œil sont, chez les deux sexes, constituées de deux couches homogènes mais à indice de réfraction différent ; dans la couche distale (côté externe de l'œil), l'indice de réfraction est élevé, tandis qu'il est faible dans la couche proximale (côté interne de l'œil). 
Les deux couches sont séparées par une zone de transition en forme de cloche. Cette zone asphérique a presque exactement la forme qui serait nécessaire pour anticiper et corriger l'aberration sphérique due à la forme de l'œil. Le système de double lentille cornéenne, dont les surfaces extérieures ne sont que légèrement convexes, permet a priori à ces espèces prédatrices de bien voir, et de plusieurs manières, sous l'eau, mais aussi hors de l'eau quand elles volent pour trouver de nouveaux habitats ou se reproduire, ceci sans grand changement de plan focal nécessaire quand l'insecte sort de l'eau ou y plonge.
Des ommatidies (ou ommatidium) sont présentes dans l'œil. Elles sont perpendiculaires à la surface de la cornée dans la région centrale, mais de plus en plus penchées au fur et à mesure de la courbure de l'œil. Ceci confère à l'insecte un large champ visuel en dépit de la légère courbure de l'œil. C'est peut-être aussi ce qui lui permet de bien percevoir la lumière polarisée renvoyée par les surfaces en eau. 75 % des axes optiques de toutes les ommatidies sont dans l'espace visuel binoculaire de l'animal, ce qui laisse penser qu'il voit en relief.
Deux zones d'acuité visuelle élevée sont démontrées par l'observation du comportement de la « pseudopupille (en) » de chaque œil quand on met en rotation de l'animal sur un axe transversal. Un animal horizontalement au repos, tête en bas sous la surface de l'eau semble bénéficier d'une de ces zones. L'autre zone de haute acuité visuelle est plus étroite (elle se situe à 43 ° ± 3 °) et ventrale, de sorte qu'elle permet à l'animal de viser la surface de l'eau juste au-delà de la limite de la zone totalement réfléchissante. Avec ces ommatidies, l'animal peut donc observer juste au-dessus de la surface de l'eau.
La partie basse (ventrale) de l'œil présente un système optique organisé de telle manière que la dimension verticale d'un petit objet est toujours imagée dans l'œil via le même nombre d'ommatidies, indépendamment de la distance, si l'objet mesure de 1,5 à 4,5 cm et se trouve entre 0 et 1 cm face à l'animal dans le plan de la surface de l'eau. La zone de 1 à 1,5 cm est considérée comme la zone de haute acuité avec laquelle l'animal balaye la surface.

## Galerie

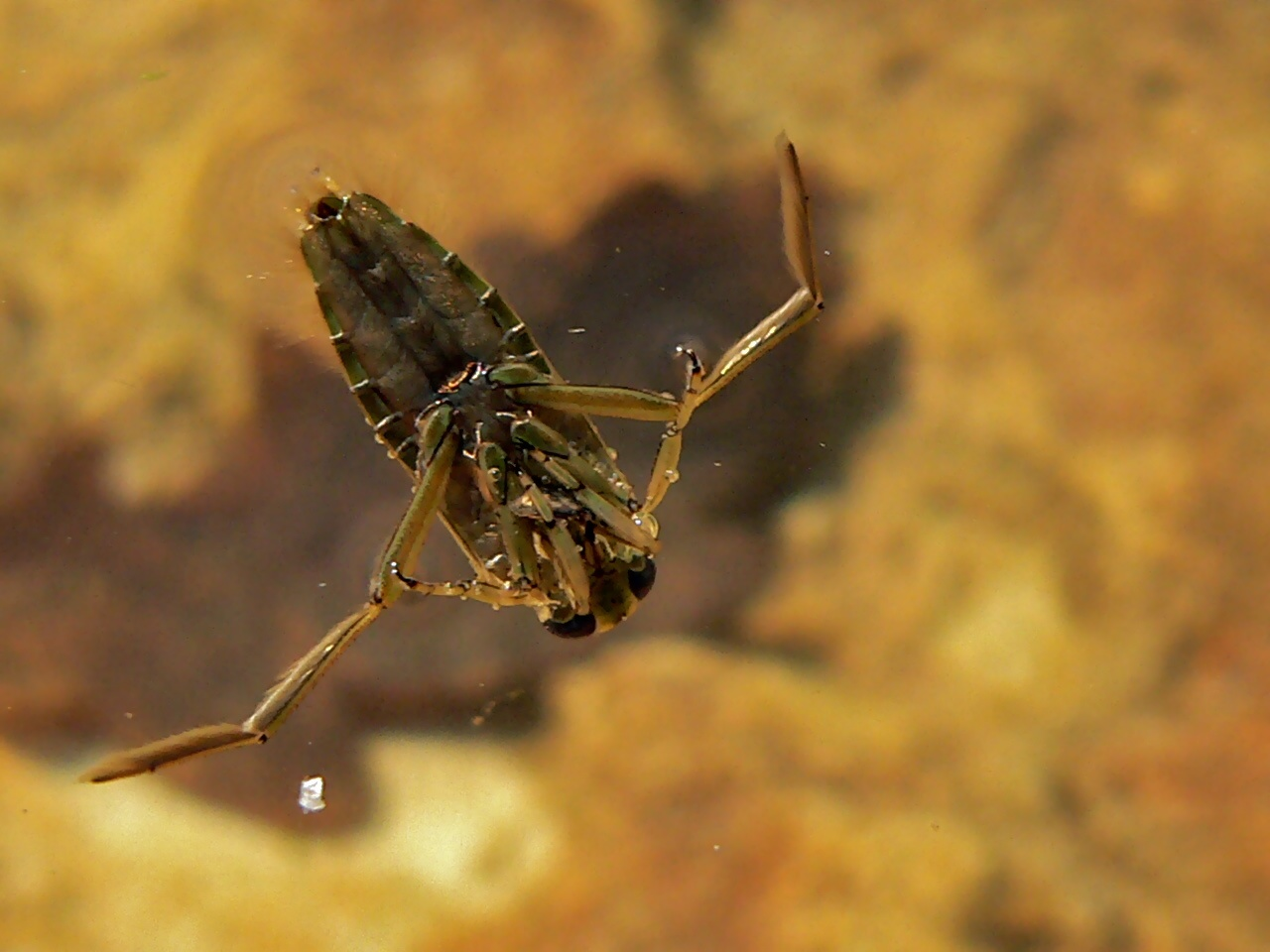
Notonecta glauca, Hérault, France
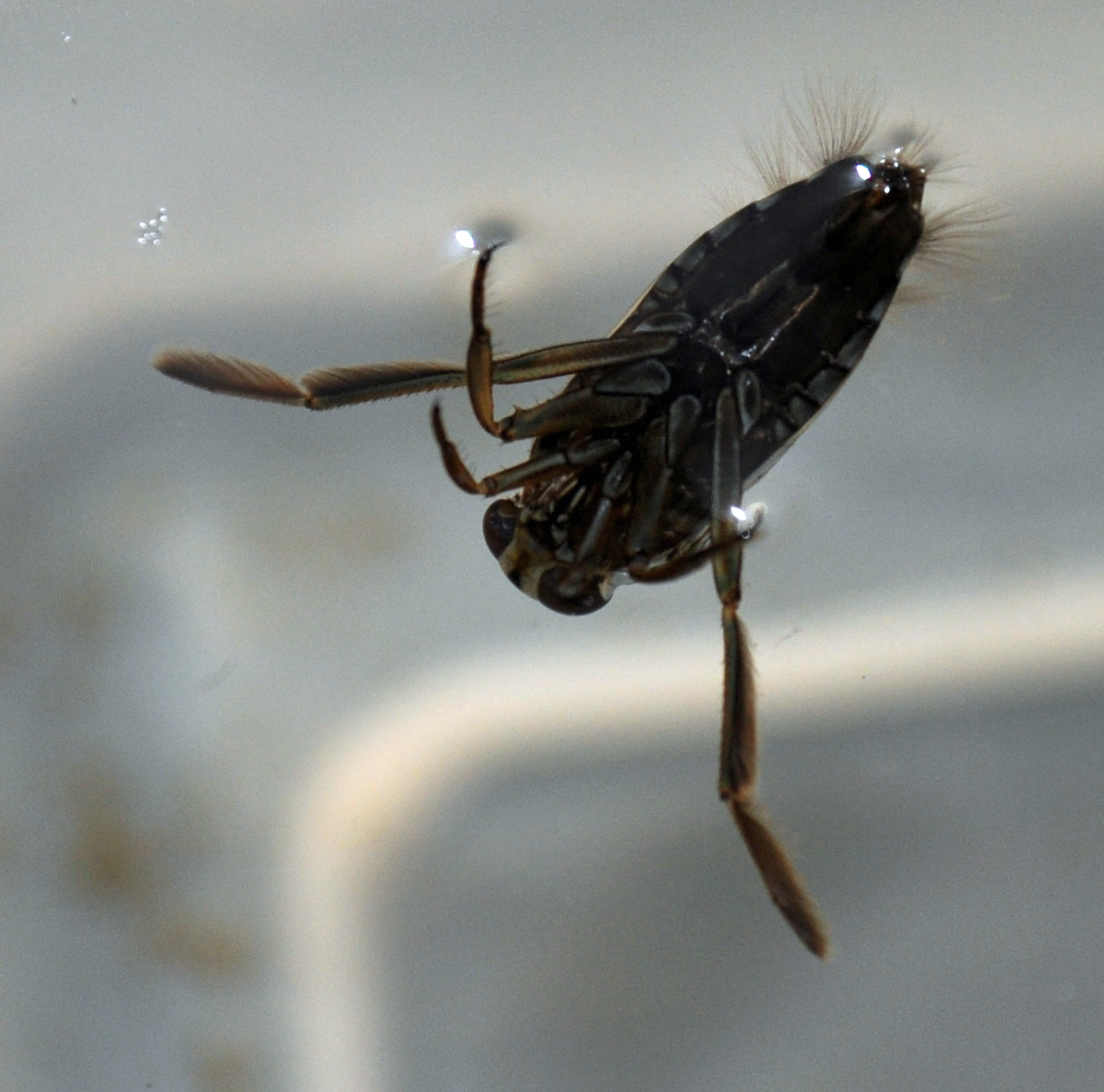
Notonecta irrorata, Amérique du Nord
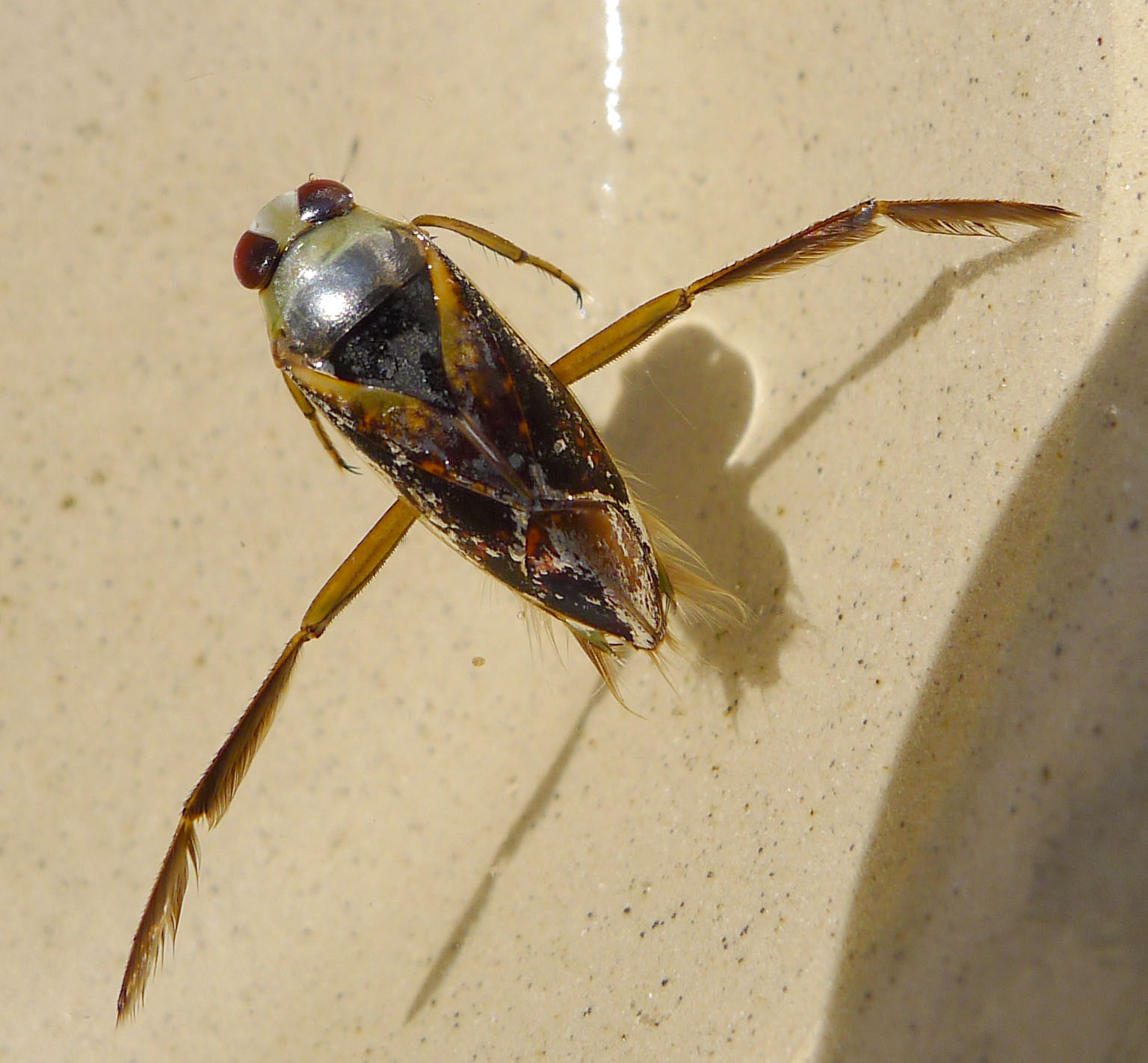
Notonecta maculata, Grande-Bretagne
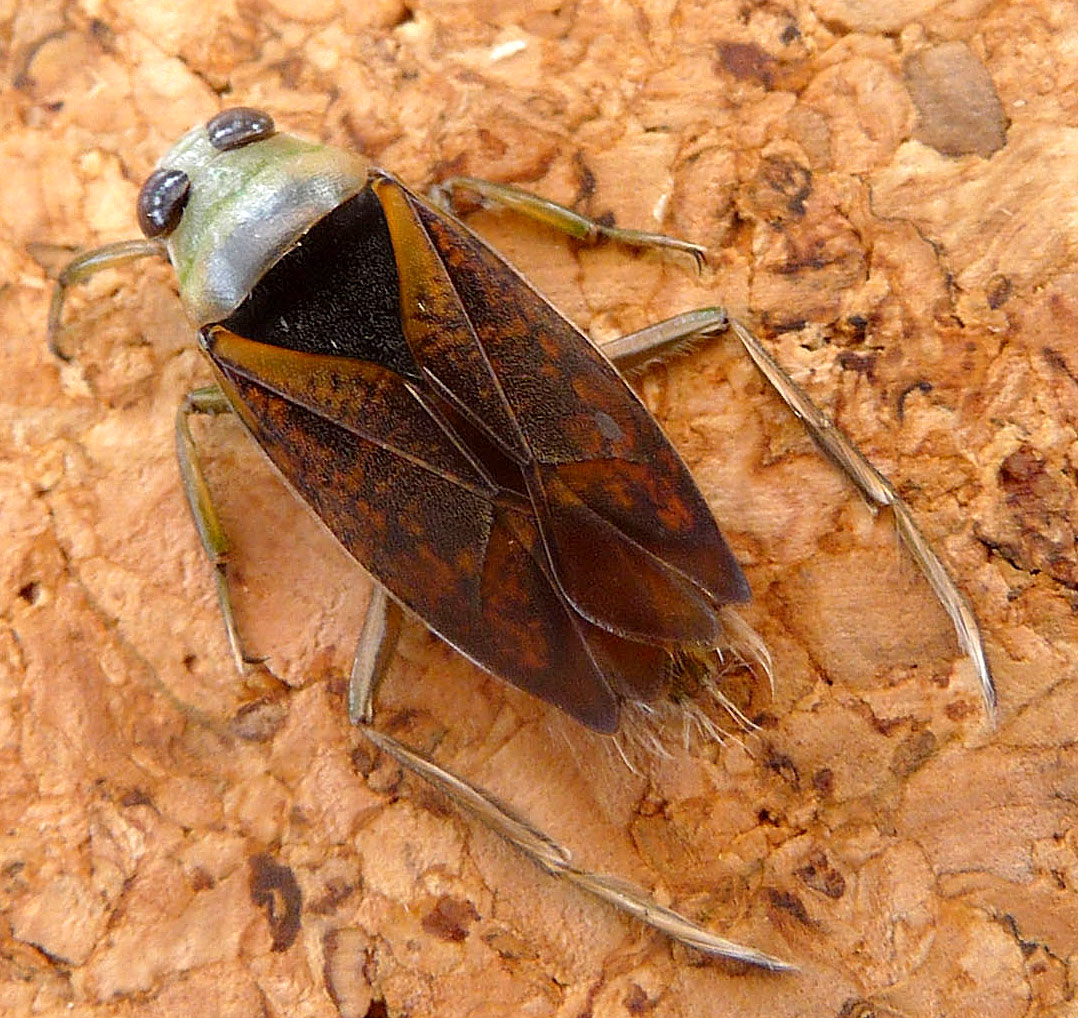
Notonecta maculata, Grande-Bretagne
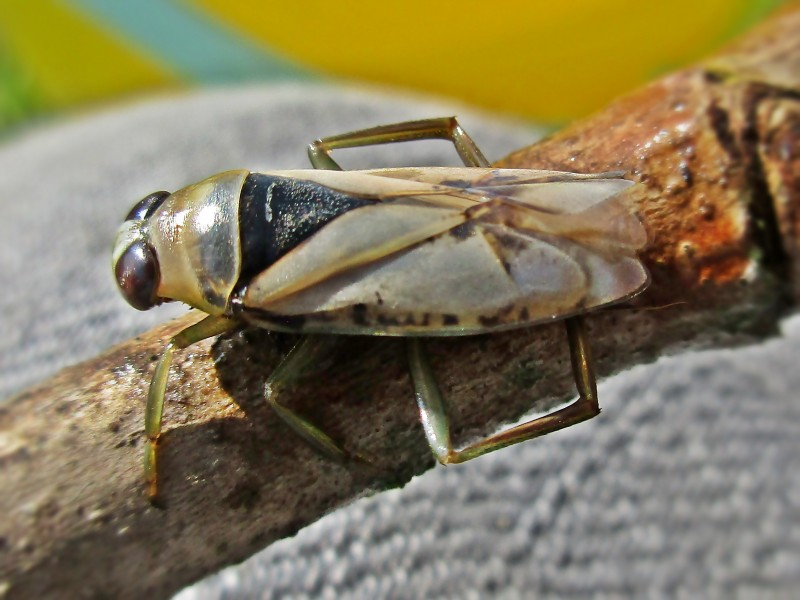
Notonecta viridis, Pays-Bas
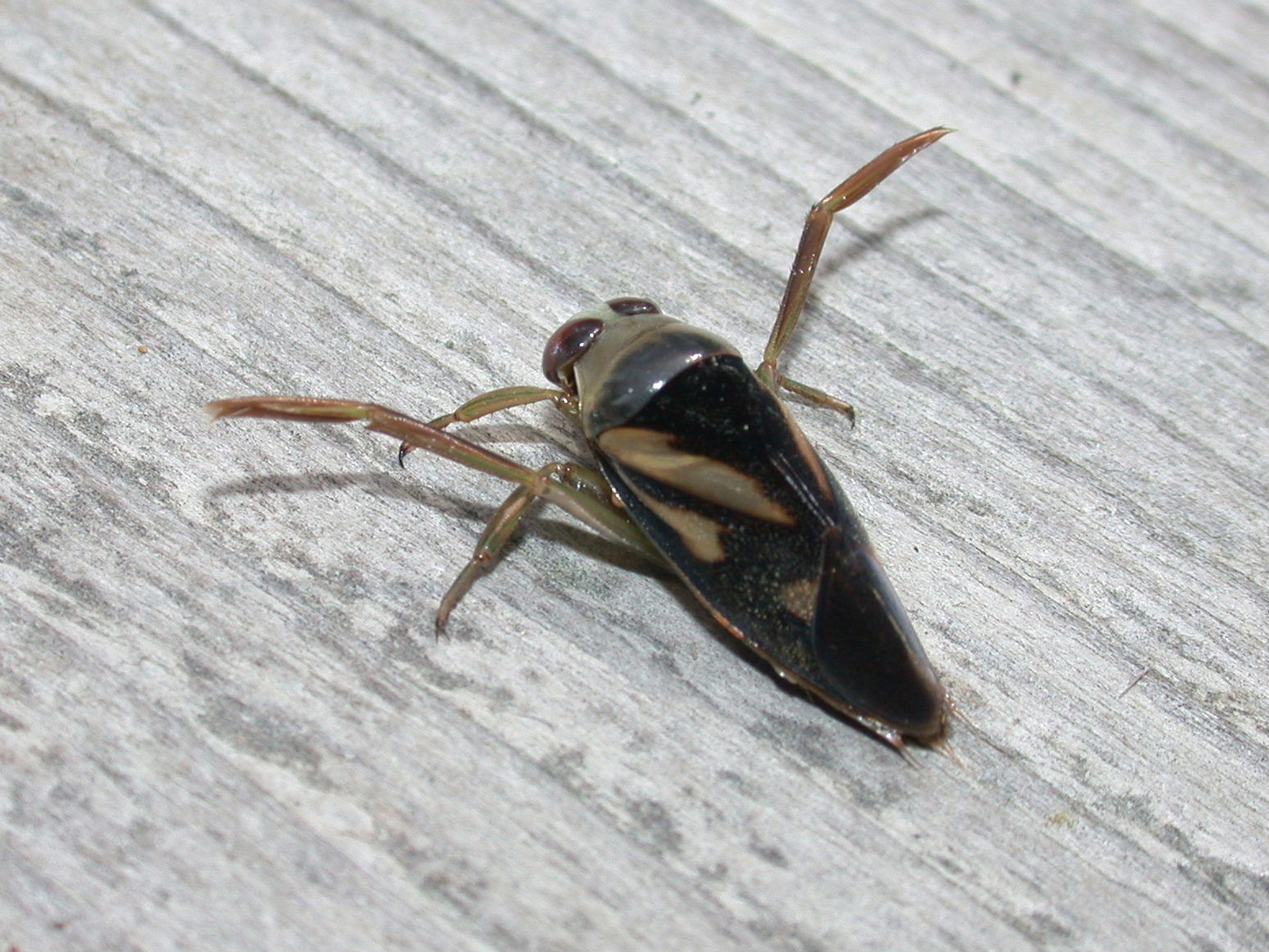
Notonecta triguttata, Japon
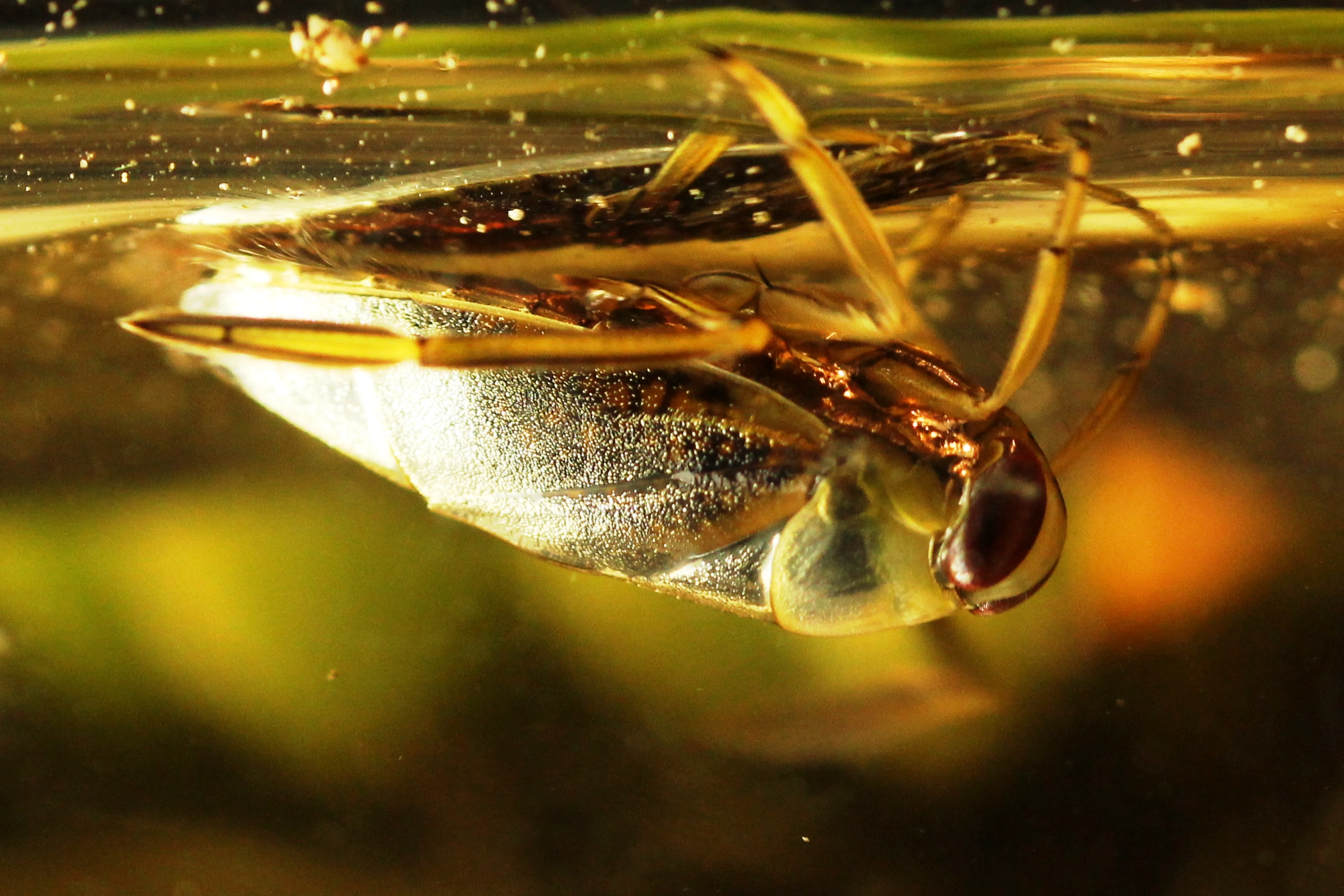
Position de Notonecte sous la surface
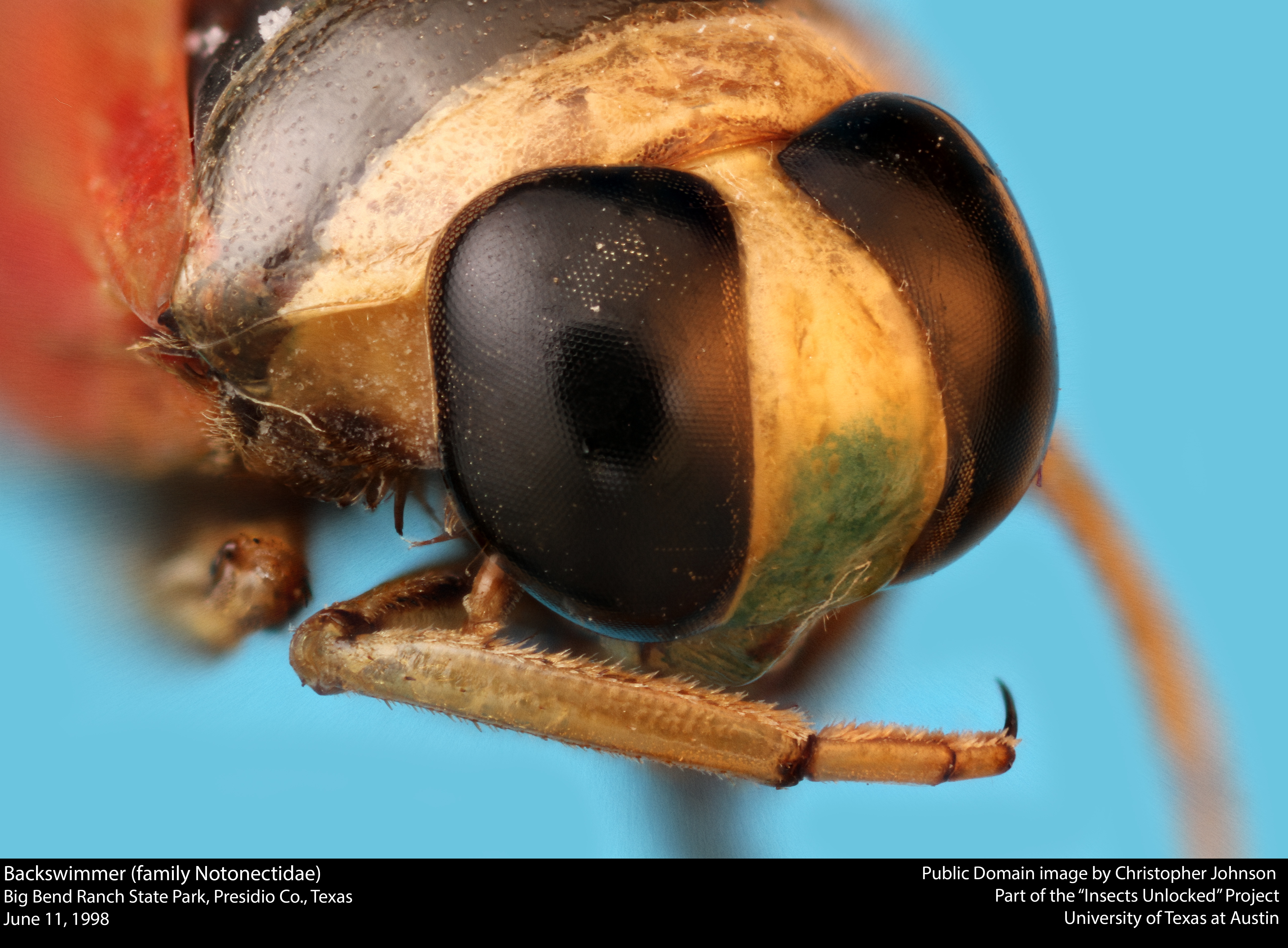
Portrait de Notonecte